# Joost Ritman
Joost Ruben Ritman (szül. Amszterdam, 1941. március 1.) holland üzletember, műgyűjtő. A "De Ster" nevű cége speciális műanyag konyhai eszközöket gyárt repülőtársaságok számára.

## Ritman a vállalkozó
Joost Ritman és Teun és Job nevű fivérei a szüleiktől vették át a "De Ster" nevű vegyipari céget, melyet 1935-ben alapítottak és amely a kezdetekben padlóápoló viaszt és más egyszer használatos termékeket állított elő hotelek és élelmiszer-, illetve utasellátó (ún. "catering") cégek számára. A 60-as évektől kezdődően további szolgáltatásokat és ahhoz kapcsolódó termékeket nyújtottak a légi közlekedés számára, így például eldobható edényeket és evőeszközöket.
Pénzügyi nehézségek következtében 1988-ban a "De Ster" cég a svéd "Wallenberg Csoport" tulajdonába került. Addigi műgyűjteményének egy részét csak hosszas jogi csatározások után kaphatta vissza. Joost Ritman ezután új vállalkozásba fogott "Helios" néven, de az hasonlóan csődközelbe került. Ma mindkét volt cége a svájci "Gategroup" tulajdonában van.

## Ritman a műgyűjtő
Ritman már 16-éves korában elkezdte gyűjteni a könyveket, amikor 1964-ben édesanyjától egy XVII. századi ritkaságot, a német misztikus Jakob Böhme "Aurora" című művének másolatát kapta ajándékba születésnapjára. A könyv mély benyomást tett rá és kifogyhatatlan inspirációs forrássá vált sázmára. 1984-ben döntött úgy, hogy addigi magángyűjteményét nyilvánossá teszi és könyvtárba szervezi, mely egy intézményben egyesíti a hermetikus filozófia kéziratait, nyomtatványait. A könyvtáralapításban felesége, Rachel Ritman is aktívan közreműködött. 1984 és 1992 között a német Heribert Tenschert régiségkereskedő közreműködésével mintegy 100 millió márkás forgalmat bonyolítottak le kéziratok és ősnyomtatványok vásárlásából. A könyvtárt alapítója pénzügyi gondjai is többször érintették, pénzügyi zárolás, illetve kényszerértékesítés alatt is állt már.
Ritman 2006-ban vásárolta meg a műemléki védettségű "Huis met de Hoofden" (kb. "Ház fejekkel", mely név utal a homlokzaton található számos emberi fejet formázó domborműre, illetve mellszoborra) impozáns épületét, melybe 2018-ban költözött be a "Bibliotheca Philosophica Hermetica" néven működő könyvtára. Joost Ritman jelentette ki egyszer, hogy "könyvtáramban keresztény, zsidó és arab könyvek vannak egymás mellett."

## Díjai, kitüntetései
- 1995 - Laurens Janszoon Coster díj(en)
- 2002 - A Holland Királyi Tudományos Akadémia érdemérme(nl)
- 2002 - A Holland Oroszlán Rend Lovagja(en)[1]

## Fordítás
- Ez a szócikk részben vagy egészben  a   Joost Ritman című német Wikipédia-szócikk fordításán alapul.  Az eredeti cikk szerkesztőit annak laptörténete sorolja fel. Ez a jelzés csupán a megfogalmazás eredetét és a szerzői jogokat jelzi, nem szolgál a cikkben szereplő információk forrásmegjelöléseként.
- Ez a szócikk részben vagy egészben  a   Joost Ritman című holland Wikipédia-szócikk fordításán alapul.  Az eredeti cikk szerkesztőit annak laptörténete sorolja fel. Ez a jelzés csupán a megfogalmazás eredetét és a szerzői jogokat jelzi, nem szolgál a cikkben szereplő információk forrásmegjelöléseként.